# Markus Farnleitner
Markus Farnleitner (* 12. Oktober 1993 in Graz) ist ein österreichischer Fußballspieler.

## Karriere
Farnleitner begann seine Karriere beim SC Weiz. 2008 kam er in die Akademie der Kapfenberger SV. 2010 spielte er erstmals für die die dritte Mannschaft, den ASC Rapid Kapfenberg, und 2012 erstmals für die zweite Mannschaft. Sein Profidebüt gab er am fünften Spieltag der Saison 2013/14 gegen die SV Mattersburg.
Zur Saison 2016/17 wechselte er zum Regionalligisten FC Gleisdorf 09. Für Gleisdorf kam er zu 36 Einsätzen in der Regionalliga.
Im Jänner 2018 schloss er sich dem Landesligisten USV Mettersdorf an. Für Mettersdorf absolvierte er 41 Spiele in der Landesliga. Zur Saison 2019/20 wechselte er zum Ligakonkurrenten SV Wildon. Dort entwickelte er sich sehr schnell zum Stammspieler und verpasste kaum ein Spiel. Im Spiel gegen den SV Frauental am 17. Mai 2022 führte er seine Mannschaft erstmals als Kapitän auf das Spielfeld. Im Sommer 2024 schloss er sich auf eigenen Wunsch nach über 100 Spielen für seinen Verein dem Ligakonkurrenten FC Weinland Gamlitz an.